# Composition VIII
Composition VIII est un tableau réalisé par Vassily Kandinsky en 1923. Cette œuvre est conservée au musée Solomon R. Guggenheim à New York. Elle était considérée par l'artiste comme l'apogée de sa production d'après-guerre.
Réalisée lors de la période d'intense production que fut le professorat de Kandinsky au Bauhaus, la Composition VIII est représentative de sa théorie d'associations perceptives des couleurs et des formes géométriques. Elle fait partie du corpus réduit de dix tableaux nommés Compositions, un terme réservé par l'artiste à quelques-unes de ses œuvres les plus élaborées et les plus longuement travaillées.
Ce tableau ouvre la collection d'art non objectif de Solomon R. Guggenheim. En 1929, sur les conseils de sa directrice artistique Hilla Rebay, il est le premier des tableaux de Kandinsky achetés par le collectionneur.

## Expositions
- Kandinsky, Centre Pompidou, 1984-1985[4].
- Kandinsky: Compositions, Museum of Modern Art, 1995[5].
- Kandinsky, Centre Pompidou, 2009[6].
- Kandinsky, Musée Guggenheim Bilbao, 2020-2021[7].
- Vasily Kandinsky: Around the Circle, Solomon R. Guggenheim Museum, 2021-2022[8].